# Marc Coucke
Pour les articles homonymes, voir Coucke.
Marc Coucke, né le 27 janvier 1965 à Gand (Belgique), est l'ancien président-directeur général (PDG) de l'entreprise pharmaceutique Omega Pharma (aujourd'hui Perrigo) qu'il a cofondée en 1987. Impliquée dans le sponsoring sportif, son ancienne société a été le principal partenaire de l'équipe cycliste Omega Pharma-Quick Step. Il est également actionnaire majoritaire du club de football du KV Ostende et copropriétaire du parc zoologique Pairi Daiza. Il est devenu le 20 décembre 2017, le propriétaire du club de football du RSC Anderlecht.
Milliardaire, il est la trente-deuxième personne la plus riche de Belgique,.

## Biographie
Marc Coucke crée en 1987, associé à Yvan Vindevogel, l'entreprise pharmaceutique Omega Pharma. Il en est le dirigeant jusqu'en septembre 2006 où il devient président. Il retrouve la fonction de PDG en mars 2008. Coucke est également impliqué dans d'autres sociétés. En janvier 2012, Coucke possède 91,32 % des actions d'Omega Pharma. Par la suite, le 6 novembre 2014, la société a été vendue à Perrigo et il n'y joue plus aucun rôle.
Impliqué dans le sponsoring sportif, Marc Coucke, via la filiale Davitamon, participe au financement à partir de 2003 de l'équipe cycliste Quick Step. En 2005, la société associe sa marque à Lotto pour former une nouvelle équipe, Davitamon-Lotto, dont le nom évoluera en fonction des filiales d'Omega Pharma à promouvoir jusqu'à s'appeler Omega Pharma-Lotto en 2010. En 2011, cette équipe fusionne avec la formation Quick Step donnant naissance à Omega Pharma-Quick Step. L'entreprise qu'il dirige alors amène selon lui entre 4 et 5 millions d'euros par an dans l'équipe. En août 2013, Coucke investit dans le football, devenant actionnaire majoritaire du KV Ostende.

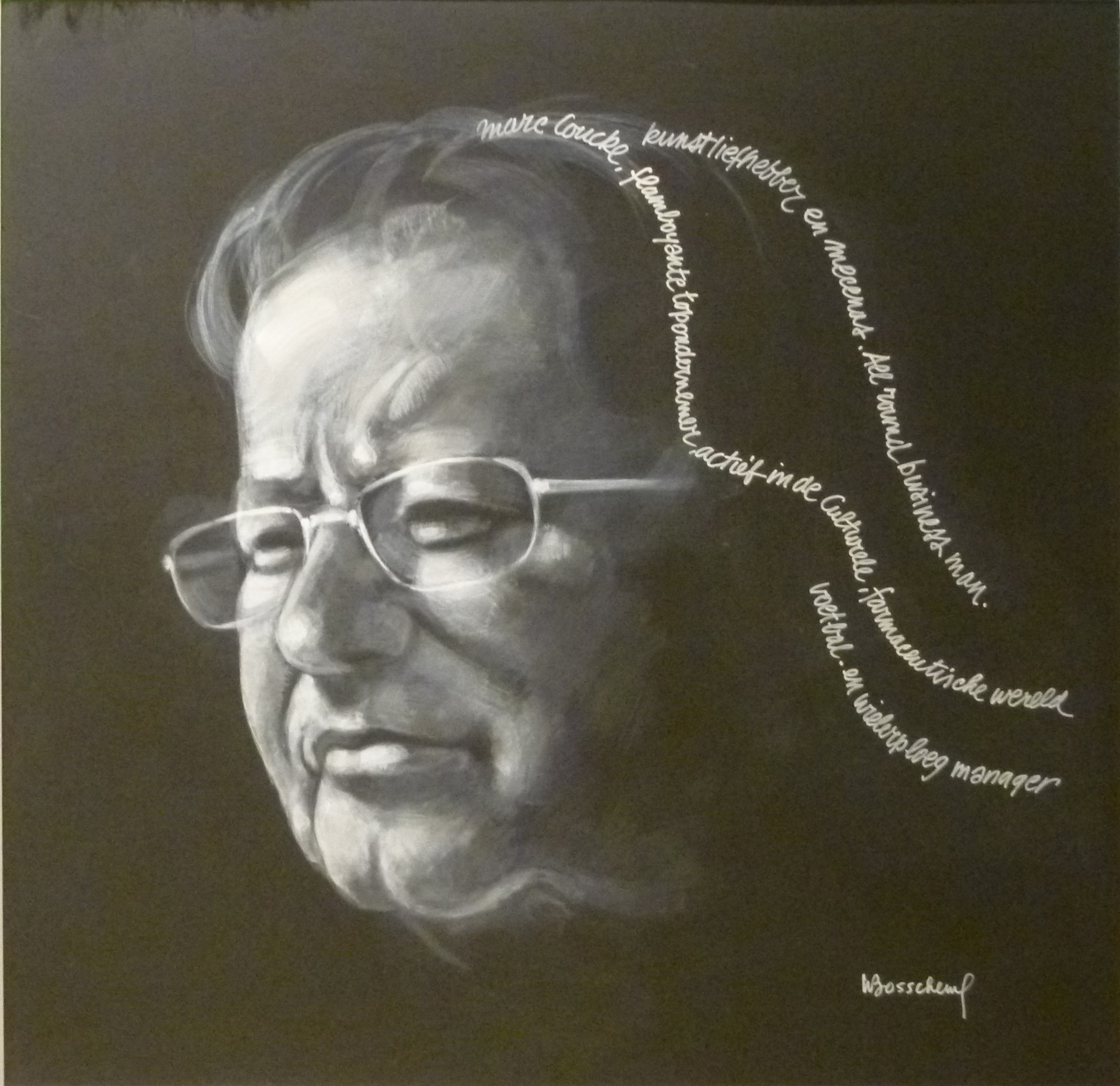
Marc Coucke, portrait par le peintre belge Willy Bosschem.

Le 18 septembre 2014, il devient officiellement le troisième actionnaire le plus important de club de foot du LOSC, club dont il est également sponsor maillot la même année avec la marque Etixx. En même temps, l'équipe cycliste change de nom pour Etixx-Quick Step, jusqu'à ce qu'Omega Pharma se retire de l'équipe (en 2017?).
Il est également copropriétaire du parc zoologique Pairi Daiza.
Le 20 décembre 2017, le RSC Anderlecht le choisit, parmi d'autres candidats, pour devenir le futur propriétaire du club à partir du 1er mars 2018. Il démissionne de son poste de président le 28 mai 2020. Malgré son retrait à la présidence du club, Marc Coucke reste le propriétaire de celui-ci mais également actionnaire.
Le lundi 22 mars 2021, l'entreprise Greenyard annonce que Marc Coucke a investi 48,5 millions d'euros dans l'entreprise. À la suite de cet investissement, il obtient un siège au conseil d'administration et une participation de 13,4% dans l'entreprise. En juin 2021, il investit 26 millions d’euros dans la société The Italian Sea Group (un constructeur italien de yachts). 